# Ambystoma rivulare
El ajolote arroyero de Toluca o siredon de Toluca (Ambystoma rivulare), también conocido simplemente como ajolote arroyero, es una especie de salamandra de la familia Ambystomatidae. Este ajolote es de color negro por encima. Sus labios son grisáceos; ventralmente es gris más claro y en la parte lateral y cola presenta manchas negras o reticulaciones (visibles cuando está sumergido en agua). De tamaño mediano, su longitud hocico cloaca va de 3.1 a 7.3 cm. Cabeza moderadamente profunda, perfil dorsal fuertemente curvado, hocico claramente truncado. La hembra presenta mayor peso, talla y ancho del cuerpo, mientras que el macho es reconocible por una apertura cloacal mayor. En las extremidades delanteras la hembra presenta valores mayores respecto a machos de su misma longitud.
La especie es endémica de México siendo una de las cuatro especies de Ambystoma que habita en ríos de las áreas montañosas de México, en la Faja Volcánica Transmexicana, mayormente alrededor del Nevado de Toluca y en los límites entre los estados de México, Michoacán y Guerrero.. Su hábitat natural son los montanos húmedos tropicales o subtropicales y los ríos. Esta salamandra está asociada a arroyos de flujo lento en bosques de pino o pino-encino y sufre metamorfosis, pero los adultos se quedan en el agua, En México, la especie se encuentra protegida por la NOM059-SEMARNAT2010 la cual le asigna la categoría de especie amenazada; la UICN2019-1 le asigna la categoría de especie con datos insuficientes. La contaminación es un factor de riesgo al que está expuesta la especie, los peces depredadores introducidos también pueden ser un problema. Asimismo, desde 1980 los hábitats de bosques y arroyos donde la especie se localiza han sido gravemente perturbados.